# Martina Reichelt
Martina Reichelt, coniugata Messerschmidt (1º maggio 1949), è un'ex cestista tedesca.

## Carriera
Con la Germania Est ha disputato due edizioni dei Campionati europei (1968, 1972).